# Ріхтер Анатолій Петрович
Анатолій Петрович Рі́хтер (24 березня 1930, Бєльці — 6 вересня 1996, Одеса) — український співак (бас); народний артист УРСР.

## Біографія
Народився 24 березня 1930 року в місті Бєльцях (тепер Молдова).
У 1960 році закінчив Київську консерваторію (клас І. Паторжинського). З того ж року  був солістом Одеського театру опери та балету.
Викладав на музично-педагогічному факультеті Одеського педагогічного інституту ім. К. Д. Ушинського.
Помер в Одесі 6 вересня 1996 року.

## Партії
- Карась («Запорожець за Дунаєм» Гулака-Артемовського);
- Виборний, Тарас («Наталка Полтавка», «Тарас Бульба» Лисенка);
- Сусанін («Іван Сусанін» Глинки);
- Мельник («Русалка» Даргомижського);
- Борис («Борис Годунов» Мусоргського);
- Мефістофель («Фауст» Гуно);
- Балтієць («Загибель ескадри» Губаренка);
- Генерал («Арсенал» Г. Майбороди) та інші.

## Нагороди
- Звання «Народний артист УРСР» (1973 р.).